# Herb Makowa Podhalańskiego
Herb Makowa Podhalańskiego – jeden z symboli miasta Maków Podhalański i gminy Maków Podhalański w postaci herbu. Herb znany od 1873 roku w wielu odmianach.

## Wygląd i symbolika
Herb przedstawia w błękitnym polu tarczy trzy makówki srebrne z czterema zielonym liśćmi dziewięćsił, nad którymi jest otwarta złota korona.
Makówki nawiązują do tradycyjnej etymologii nazwy miasta, którą wywodzi się od maku polnego, pospolitego na okolicznych łąkach. Językoznawcy uważają, że nazwa osady Maków jest typu dzierżawczego, pochodząca od imienia chłopa Maka.
Korona symbolizuje to, że Maków był niegdyś wsią królewską.

## Legenda
Legenda miejska głosi, że w 1918 doszło do pomyłki w ministerstwie, i urzędnik zatwierdzający herby zamienił herb Makowa Mazowieckiego z herbem Makowa Podhalańskiego, o czym świadczyć mają góralskie rysy twarzy postaci w herbie Makowa Mazowieckiego oraz podobny do typowego dla stroju podhalańskiego kapelusz.

## Galeria

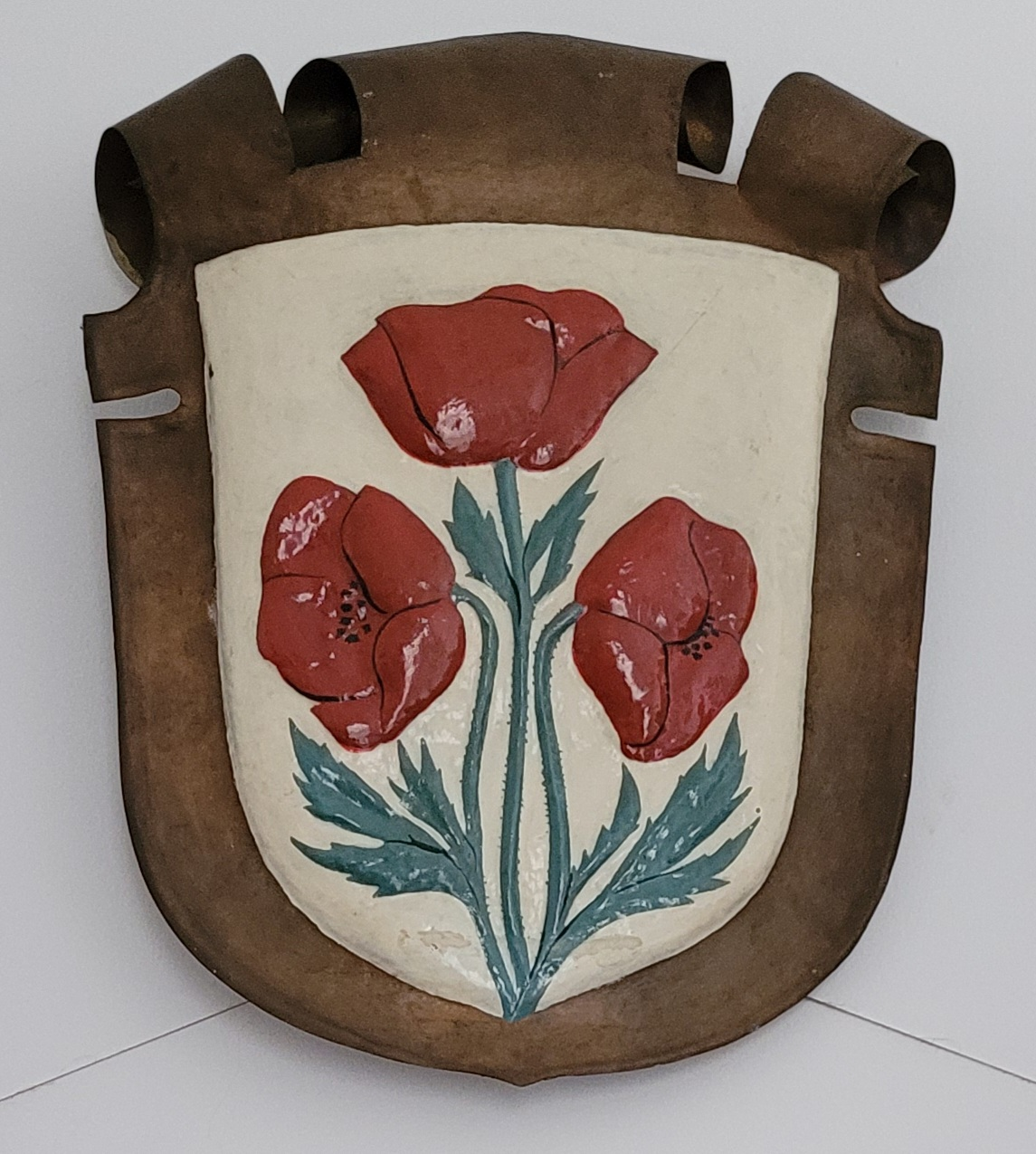
Historyczna wersja herbu w zbiorach Izby Regionalnej w Makowie Podhalańskim
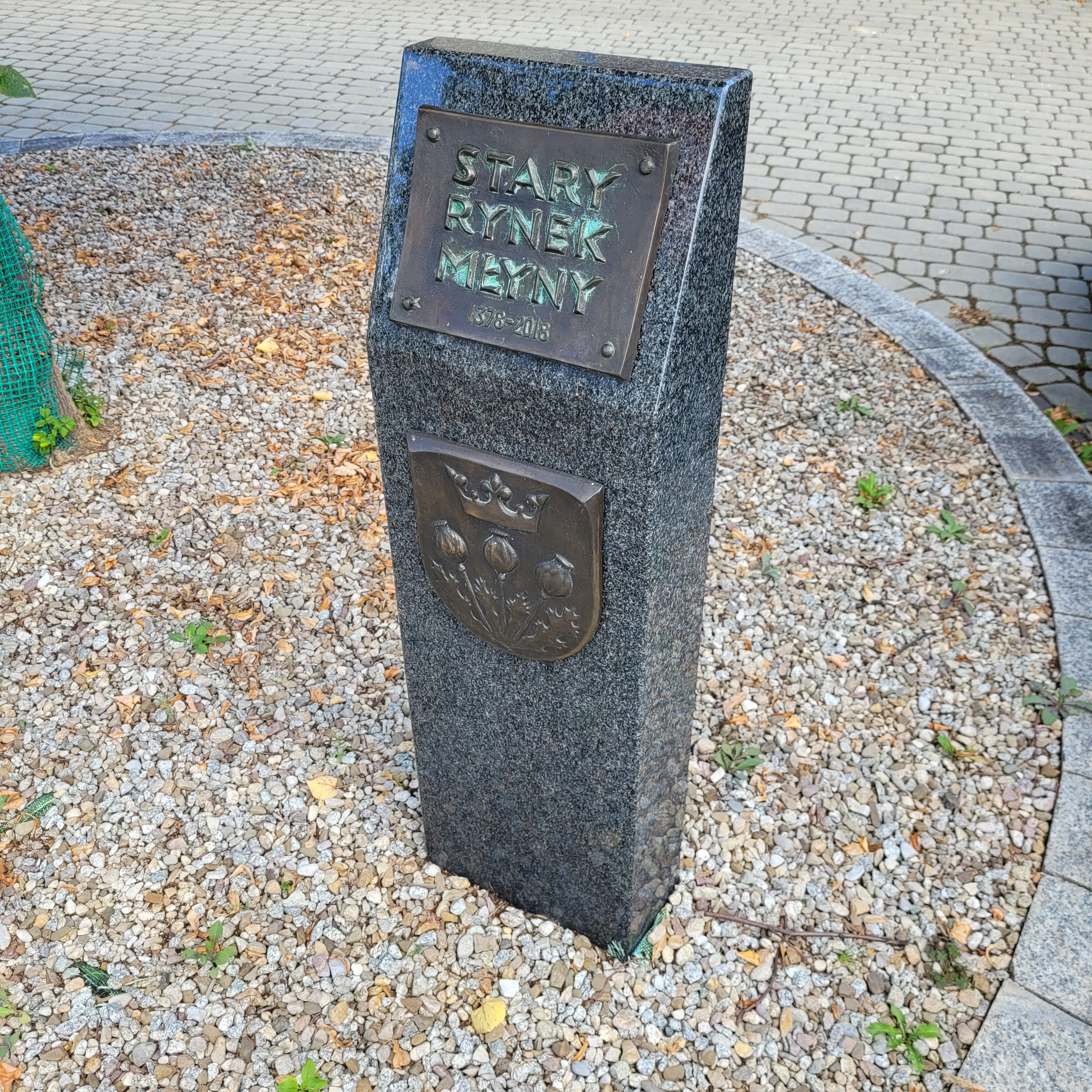
Herb miasta na pomniku upamiętniającym Stary Rynek w Makowie Podhalańskim
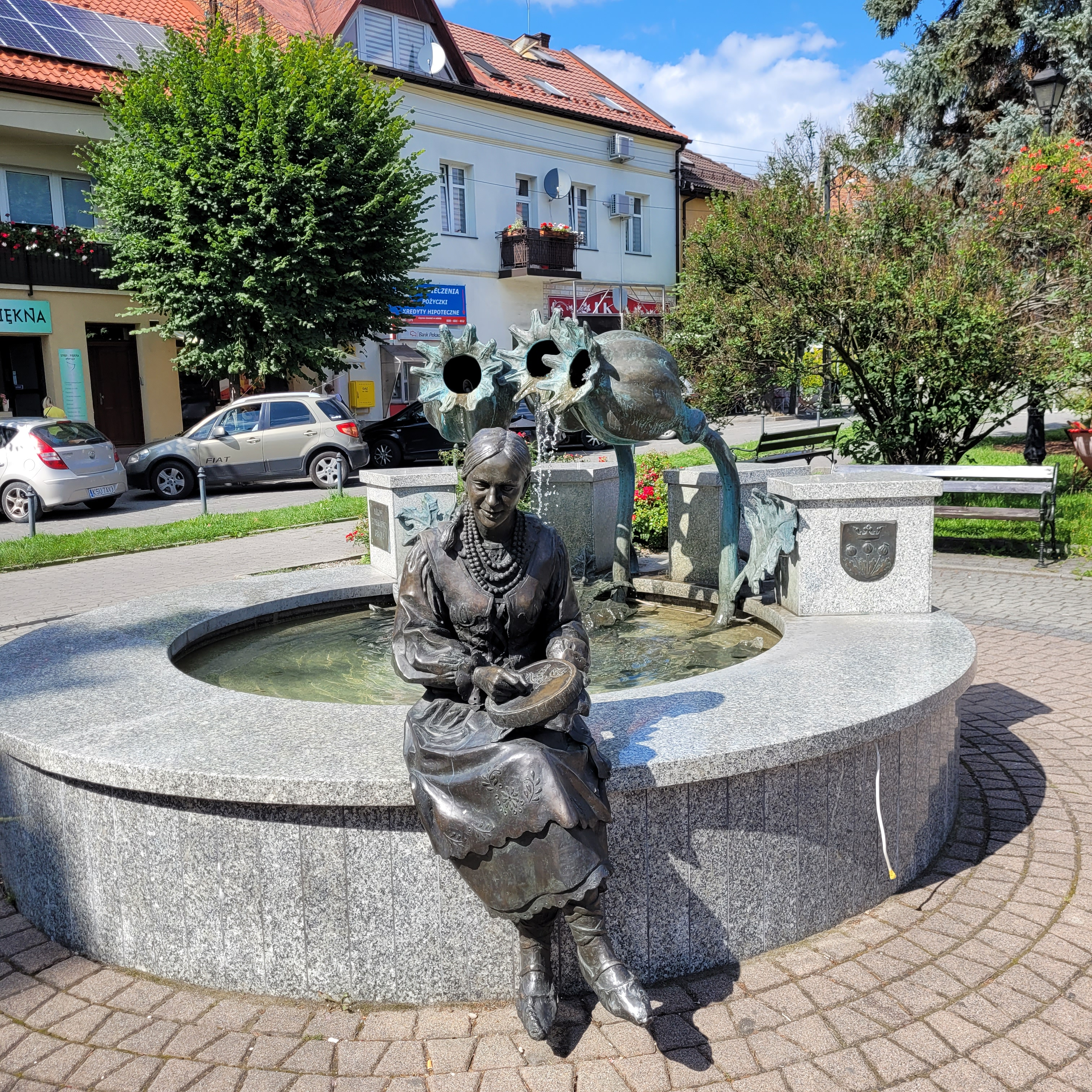
Trzy maki w fontannie na Rynku w Makowie Podhalańskim